# فانيسا أكسينتا
فانيسا أكسينتا (بالمجرية: Vanessa Axente)‏ (ولدت في 19 نوفمبر 1995) عارضة أزياء مجرية.

## روابط خارجية
- فانيسا أكسينتا على موقع دليل عارضات الأزياء (الإنجليزية)

- VanessaAxenteعلى تويتر.
- فانيسا أكسينتا على إنستغرام
- فانيسا أكسينتا في موديلز.كوم
- Meet the New Girl: Vanessa Axente from نيويورك
- Model Wall: Vanessa Axente from مجلة فوغ